# رمانی ادموندز-گرین
رمانی ادموندز-گرین (انگلیسی: Rarmani Edmonds-Green؛ زادهٔ ۱۴ ژانویهٔ ۱۹۹۹) بازیکن فوتبال است.

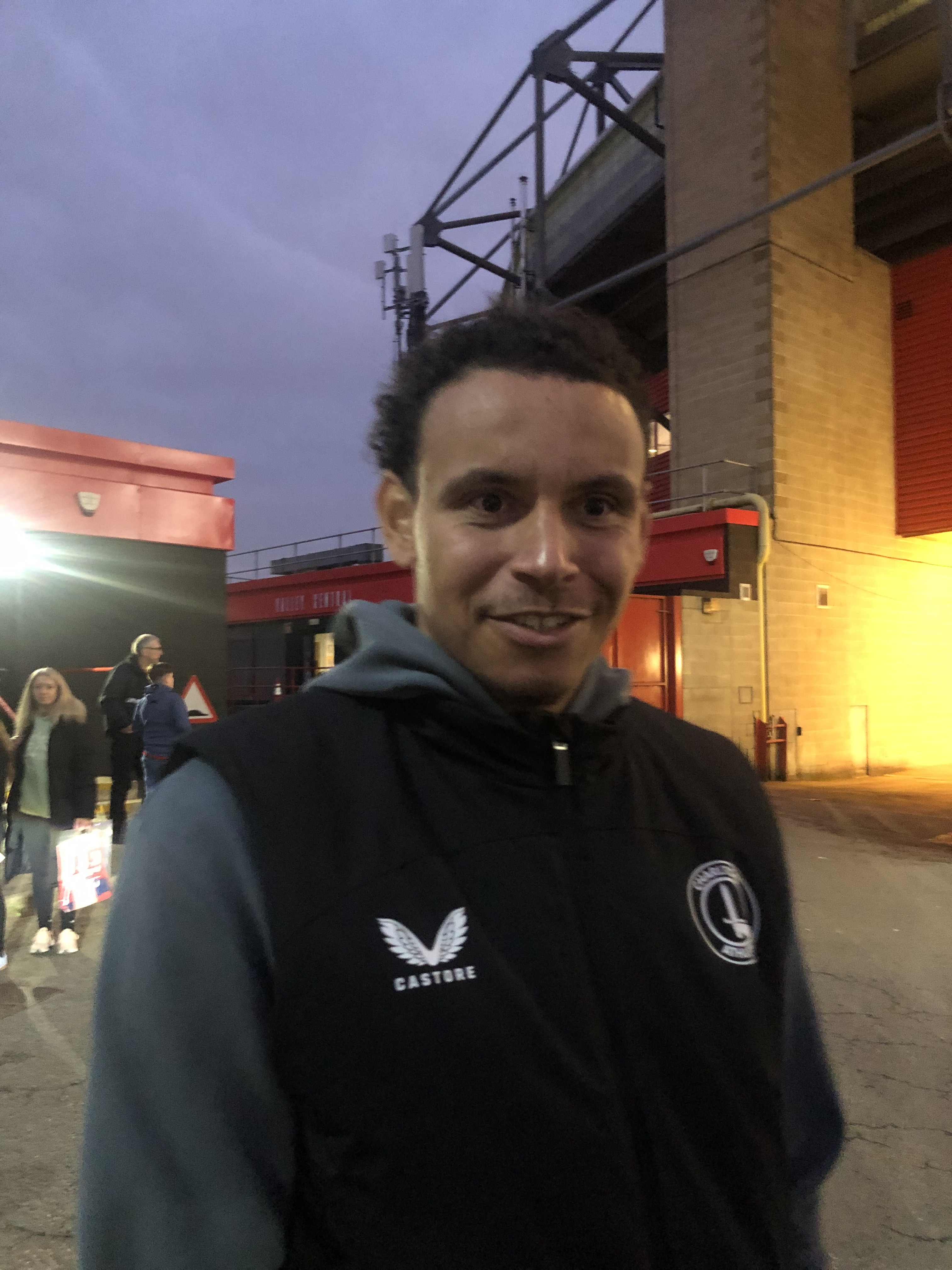

از باشگاه‌هایی که در آن بازی کرده‌است می‌توان به باشگاه فوتبال هادرزفیلد تاون اشاره کرد.